# Khosrovidoukht de Goghtn
Khosrovidoukht de Goghtn ou Khosrovidoukht Goghtnatsi (en arménien Խոսրովիդուխտ Գողթնացու) est une poétesse et musicienne arménienne ayant vécu au VIIIe siècle.

## Éléments biographiques
On ne sait presque rien de sa vie. Ayant vécu au VIIIe siècle, elle est la fille de Khosrov, seigneur de Goghtn (province historique arménienne du Vaspourakan), qui est tué en 706 à Nakhitchevan. Dans le même temps, son frère Vahan est exilé en Syrie et converti à l'islam, avant de revenir vers l'Arménie et le christianisme ; cette apostasie lui vaut en 731 d'être arrêté, renvoyé en Syrie et exécuté.

## Œuvre
Khosrovidoukht est connue pour avoir composé des charakans (hymnes), dont un seul a subsisté, intitulé Zarmanali e ints (Զարմանալի է ինձ, Cela m'est incroyable), dédié à Vahan et composé en 737. La paternité de ce charakan est cependant parfois attribuée à Sahakdoukht de Siounie.
Considérée comme la deuxième poétesse arménienne après Sahakdoukht, elle n'est redécouverte qu'au XIXe siècle.